# Money (핑크 플로이드의 노래)
〈Money〉는 영국의 프로그레시브 록 밴드 핑크 플로이드의 1973년 음반 《The Dark Side of the Moon》에 수록된 곡이다. 로저 워터스가 작사, 작곡한 이 음반은 오리지널 음반의 2면을 열었다.
싱글로 발매된 이 음반은 《캐시박스》에서 10위, 빌보드 핫 100에서 13위에 오르며 이 밴드의 미국 첫 히트곡이 되었다. 〈Money〉는 특이한 7
4–4
4 박자표와, 시작부터 스스로 듣는 것을 포함하여 노래 전반에 걸쳐 주기적으로 들리는 돈과 관련된 음향 효과의 테이프 루프(링 캐시 레지스터와 동전 짤랑)로 유명하다.

## 반응
핑크 플로이드의 음반 《The Dark Side of the Moon》은 1973년 3월 1일에 발매되었다. 〈Money〉는 《The Dark Side of the Moon》에 수록된 유일한 곡으로 《빌보드》 톱 100에 이름을 올렸고, 이 곡은 92위에 올랐다. 2008년, 《기타 월드》 잡지는 "역사상 가장 위대한 기타 솔로 100곡"에 대한 독자 투표 중 〈Money〉에 대한 데이비드 길모어의 솔로를 62위로 선정했다. 이 곡은 또한 《롤링 스톤》의 "역사상 가장 위대한 기타 노래 100곡" 목록에서 69위에 올랐다. 이 노래는 편집증, 광기, 삶의 의미, 시간의 흐름과 같은 더 전형적인 핑크 플로이드 주제를 피한다. 대신에, 가사는 저속한 물질주의를 비판한다.

## 비디오
〈Money〉의 뮤직 비디오는 돈을 벌고 쓰는 다양한 방식의 장면들을 담고 있으며, 동전 회전, 박하로 흐르는 동전, 은행의 금괴, 턴테이블에 있는 《The Dark Side of the Moon》의 레코드 카피를 간략하게 클로즈업한다. 게다가, 그 비디오는 또한 이 음반이 공장/배급 공장의 컨베이어 벨트를 타고 내려가는 장면뿐만 아니라 축음기 레코드와 오디오 장비가 이 노래의 다리 동안 폭발물에 의해 파괴되는 장면도 포함한다.

## 인증
| 국가                               | 인증     | 판매량/출하량 |
| ---------------------------------- | -------- | ------------- |
| 이탈리아 (FIMI) sales since 2009   | 플래티넘 | 50,000        |
| 영국 (BPI) sales since 2005        | 골드     | 400,000       |
| 판매량+스트리밍을 기반으로 한 인증 |          |               |